# Chagan'aobao (socken i Kina, lat 44,31, long 112,08)
Chagan'aobao (kinesiska: 查干敖包, 查干敖包苏木) är en socken i Kina. Den ligger i den autonoma regionen Inre Mongoliet, i den norra delen av landet, omkring 390 kilometer norr om regionhuvudstaden Hohhot.
Genomsnittlig årsnederbörd är 207 millimeter. Den regnigaste månaden är juni, med i genomsnitt 43 mm nederbörd, och den torraste är januari, med 2 mm nederbörd.